# Bambuque

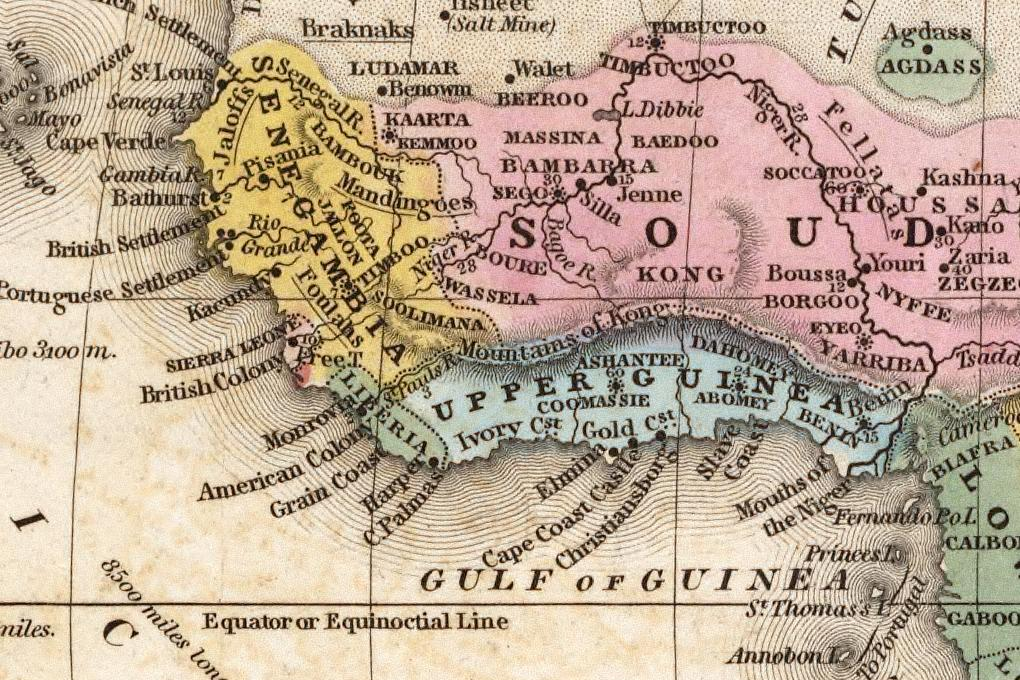
Bambuque no interior da Senegâmbia num mapa de 1839

Bambuque (em francês: Bamb(o)uk ou Bamb(o)uc), também chamada Bambugu (Bambougou) ou Bambuhu em malinquê, é uma região histórica montanhosa da África Ocidental que compreende a zona entre os afluentes do rio Senegal, o Falemé a oeste e o Bafingue a leste.
Atualmente situa-se entre o Senegal e a porção ocidental do Mali, sobretudo na circunscrição de Cenieba (região de Caies). Devido a seus recursos auríferos – reais ou estimados – recebeu notoriedade desde a Idade Média, principalmente no mundo árabe e então na Europa, onde foi reconhecida como o "Peru da África".

## História

### Descrição histórica
Bambuque é uma região montanhosa situada entre os afluentes do rio Senegal, o Falemé a oeste e o Bafingue a leste; atualmente situa-se entre o Senegal e a porção ocidental do Mali, sobretudo na circunscrição de Cenieba (região de Caies). No século XII, o geógrafo árabe Dreses retratou esta região como uma ilha de 300 milhas de largura e 150 milhas de comprimento, uma descrição bastante relevante levando-se em conta os dois rios e a superfície efetiva do território.
Bambuque foi e continua sendo povoada sobretudo por comunidades mandingas que espalham-se pelo país em pequenas aldeias. Escravos fugitivos muitas vezes procuraram refúgios nessas montanhas. Estas comunidades são relativamente independentes, mesmo que às vezes tenham se unido historicamente para combater incursões de Estados vizinhos mais centralizados, como os Reinos de Bundu e Casso. Segundo a história tradicional, Bambuque fez parte do Reino de Gajaaga e foi governada ininterruptamente do século VIII ao XVIII pela mesma linhagem dinástica.

### Império do Gana

Império do Gana em sua maior extensão

Segundo uma tradição local, no passado Bambuque e as regiões vizinhas de Concadugu (Konkadugu) e Gangara fizeram parte de um único Estado fundado por um oficial militar do Mali. Caso esta informação seja verídica, este Estado centralizado dividiu-se há muito tempo, não somente nestas três regiões, mas em várias subunidades políticas menores. Desde cedo Bambuque se notabilizou pela produção de ouro, fazendo parte do grupo de regiões produtoras de ouro mais famosas do continente ao lado da Núbia na África Oriental, Buré em Guiné-Conacri, Lobi sobre o rio Volta Negro, o país dos axântis em Gana e o planalto oriental do Zimbábue.
Cronistas e geógrafos árabes inúmeras vezes fizeram menções ao ouro de Bambuque e criaram analogias quanto ao atuar "silencioso" dos mercadores locais e os cartagineses. Do relato do século XII de Albacri se sabe que pelo tempo de Tunca Menim, que ascendera ao trono do Império do Gana em 1062 ou 1063, Bambuque era uma das zonas mais meridionais do império. Apesar de certo o fato do Império de Gana à época de Tunca Menim exercer suserania sobre Bambuque, para Alberto da Costa e Silva não houve um controle direto desse país, mas sim um controle do acesso às fontes auríferas.
O ouro obtido nessa região era utilizada pelos monarcas do Gana para a manutenção de sua corte, bem como um enorme exército. Das informações contidas no relato de Albacri, pode-se deduzir que o todo o ouro refinado, fundido ou em barras era monopolizado pelo imperador, enquanto o ouro bruto era destinado ao comércio transaariano com o Norte da África árabe-berber. Por muito tempo os caravaneiros tiveram seu comércio intermediado pelos uangaras, porém tal procedimento era extremamente oneroso e com o passar do tempo optaram por realizar negociações diretas com os produtores de Bambuque e demais regiões auríferas do Sudão Ocidental, provavelmente em alguns casos chegando tão longe quanto o país axânti.

### Europeus

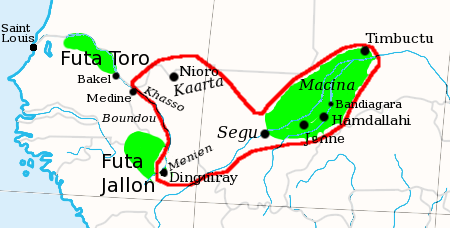
Império Tuculor em 1864

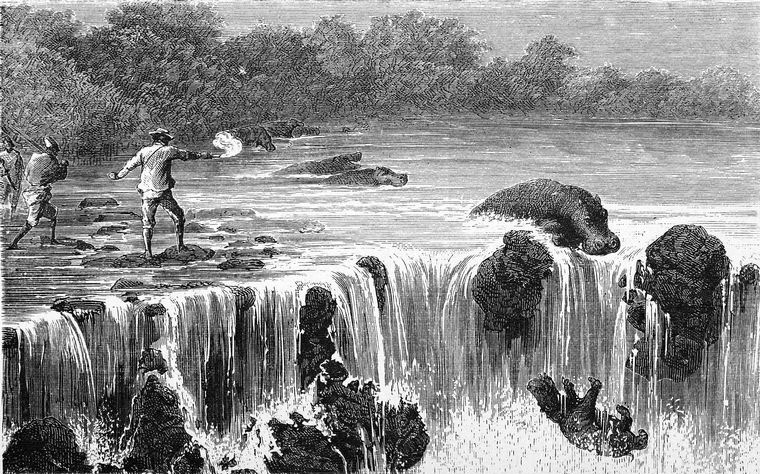
Gravura de 1872 retratando as cataratas do rio Senegal em Bambuque

No século XIV, o mundo árabe e a Europa conheciam Bambuque como "a terra do ouro" em decorrência de sua grande produção de minério; as estimativas pré-coloniais sugerem uma produção anual de 35 a 100 quilos. Os portugueses chegaram em Bambuque em 1550, mas foram dizimados pela doença, rivalidades em torno das minas de ouro e a hostilidade da população local. Segundo o capitão e escritor mestiço do século XVI André Álvares de Almada, um dos portugueses que empreenderam expedições no interior através das terras banhadas pelo rio Senegal foi o lançado João Pereira (conhecido pelos negros como Ganagoga). Se sabe que este indivíduo envolveu-se nas lutas intestinas dos locais e é possível que Bambuque foi uma das zonas por ele visitadas.
No final do século XVII, comerciantes franceses que interessaram-se pela região, porém foram incapazes de assentarem-se permanentemente. Em 1714, sob liderança de André Brue, a Companhia do Senegal construiu o forte de São Pedro (Fort Saint-Pierre), na margem esquerda do Falemé. Em 1724, os franceses instalaram duas feitorias, uma delas próximo das minas de ouro do penhasco de Tambaura. Mas as tentativas de exploração destes depósitos resultaram em fracassos sucessivos, causando o abandono das feitorias em 1732, após o assassinato do mineralogista Pelays, e do forte em 1759, em decorrência da Guerra dos Sete Anos. Os franceses realizariam novas tentativas somente no início do século XIX, com a Sociedade de Galam estabelecendo uma feitoria em Falemé em 1824; ela seria, contudo, abandonada em 1841.
Em meados do século XIX, Alhaje Omar Tal (r. 1848–1864), o jiadista mandinga e fundador do breve Império Tuculor, conquistou Bambuque e converteu-a do animismo tradicional ao islamismo. Em 1858, Alhaje supervisionou a construção da importante fortaleza de Cundiam (Kundian), um dos vários redutos fortificados de seu império que serviram para a propagação do islamismo. Durante o mandato do governador francês do Senegal Louis Faidherbe (1858–1860), os colonizadores tentaram novamente tomar o país, mas foram repelidos pelas forças tuculores de Amadu Tal (r. 1864–1892). Por um tratado de paz firmado e assinado por Joseph Gallieni em 1887, "os líderes de Bambuque reconheceram que seu país é parte do Sudão Francês e está sob o protetorado da República Francesa."
Nesse mesmo ano, Mamadu Lamine Dramé rebelou-se contra a autoridade francesa e reuniu seguidores nos Estados de Bambuque, Bondu, Casso e Gui (Gouy). Em 1888, a rebelião foi sufocada por Gallieni que aproveitou a oportunidade para estabelecer acordo com o líder do Império de Uassulu, Samori Turé (r. 1878–1898), e negligenciar Amadu Tal. Em fevereiro de 1889, um conflito irrompeu entre franceses e tuculores, com os primeiros sitiando Cundiam. Após nove horas de bombardeio, o general Louis Archinard conseguiu capturar a fortaleza. Depois desse sucessos, Archinard conquistou as cidades de Segu (1890) e Iuri (1891), pondo fim ao Império Tuculor.